# Venia kakamega
Genre
Espèce
Venia kakamega, unique représentant du genre Venia, est une espèce d'araignées aranéomorphes de la famille des Linyphiidae.

## Distribution
Cette espèce est endémique du Kenya.

## Publication originale
- Seyfulina & Jocqué, 2009 : Venia kakamega gen. n., sp. n., a new, canopy-dwelling, Afrotropical erigonine spider (Araneae, Linyphiidae). Journal of Afrotropical Zoology, vol. 5, p. 3-13.